# چاد مایکل موری
چاد مایکل موری (انگلیسی: Chad Michael Murray؛ زاده ۲۴ اوت ۱۹۸۱) یک هنرپیشه اهل ایالات متحده آمریکا است.
از فیلم‌های معروف او می‌توان به بازی در فیلم جا مانده، منزل شجاعت، جمعه عجیب، داستان سیندرلا، قانون‌شکنان و فرشتگان، ریوردیل (سریال) اشاره کرد.